# 角鸊鷉

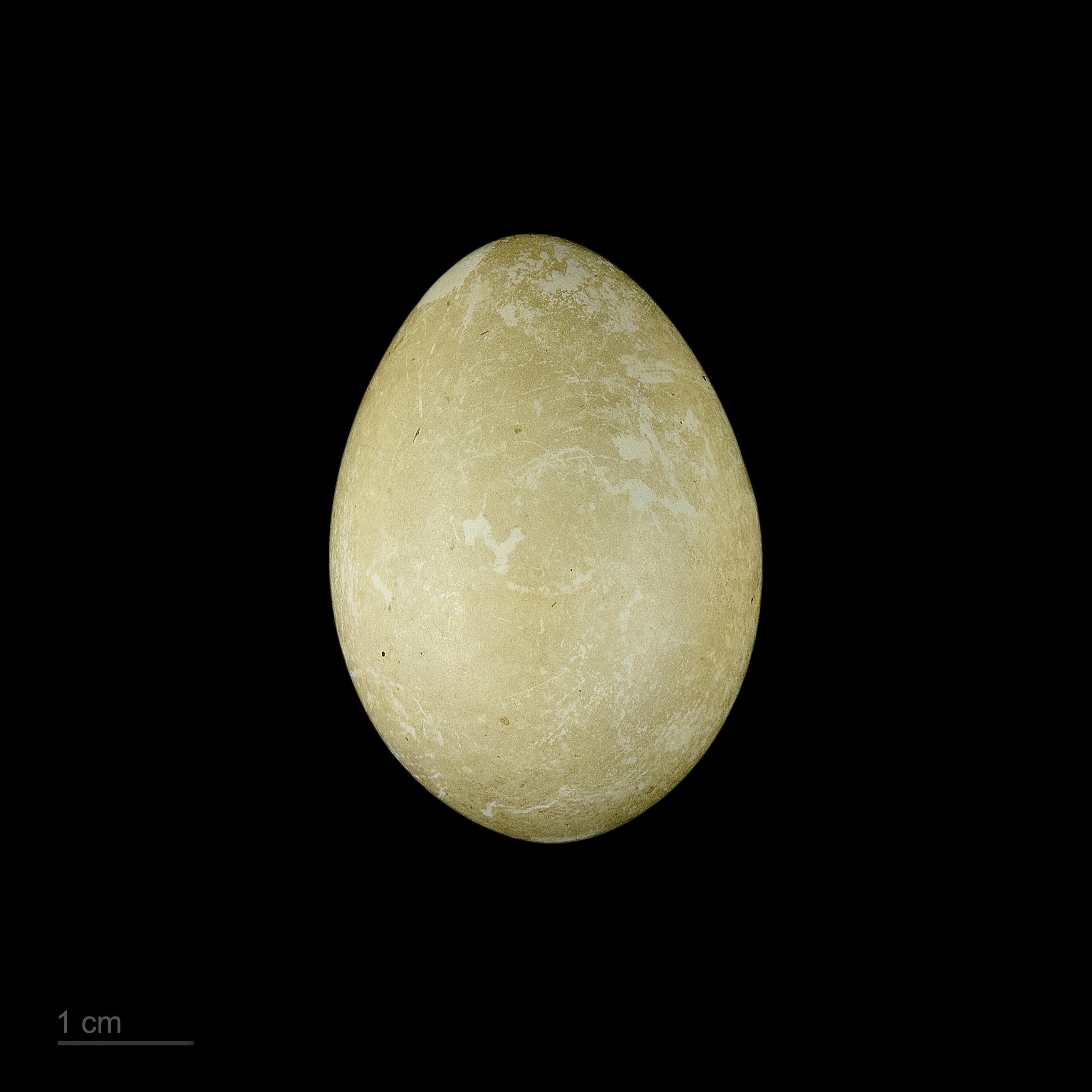
Podiceps auritus

角鸊鷉（学名：Podiceps auritus），为鸊鷉科鸊鷉属的鸟类。主要分布於北半球大陸的溫帶地區，以及北太平洋東西岸與北大西洋西岸，多见于山林间和山坡上的水域中。该物种的模式产地在芬兰瓦薩。
角鸊鷉是一種相對較小且生存受威脅的水鳥，屬於鸊鷉科。有兩個亞種：P. a. auritus繁殖區在歐亞大陸，P. a. cornutus繁殖區在北美洲。歐亞亞種分布於大部分北歐和北亞，從格陵蘭東至俄羅斯遠東地區。北美亞種分布於大部分加拿大和部分美國。這個物種因其眼睛後方的大塊黃色羽毛得名，這些羽毛稱為「角」，可以隨意升起或放下。。

## 分類
角鸊鷉由瑞典博物學家卡爾·林奈於1758年在他的Systema Naturae的第十版自然系統中正式描述，二名法命名為Colymbus auritus。林奈指定模式產地為歐洲和美洲，但這已限縮為芬蘭的瓦薩。角鸊鷉現在是1787年由英國博物學家約翰·拉森引入的Podiceps中的九個物種之一。屬名結合了拉丁語的podex，意為「通風口」和pes，意為「足」。種小名auritus在拉丁語中意為「有耳的」或「長耳的」。
認可的兩個亞種有：
- P. a. auritus（林奈, 1758） – 冰島、斯堪的納維亞經北哈薩克斯坦和蒙古西北至俄羅斯東部的楚科奇、庫頁島和堪察加半島
- P. a. cornutus（格梅林, JF, 1789） – 亞北極南部、阿拉斯加中部、加拿大西部和中部以及美國西部和中部接壤的州份

### 化石
一些化石物種，如上新世時期的P. howardae P. pisanus和P. solidus以及更新世時期的P. dixi被描述為與角鸊鷉有關，或者其中一些可能是角鸊鷉的前全新世標本。然而，儘管P. howardae和P. dixi經常被一些作者認為是角鸊鷉的化石標本，但P. pisanus和P. solidus則被認為是有效物種，且接近角鸊鷉的祖先。

## 描述
角鸊鷉可以通過其紅黑相間的繁殖羽、黑白相間的非繁殖羽（非繁殖期）以及其特有的「角」特徵輕鬆辨認。它長31—38 cm（12—15英寸），翼展55—74 cm（22—29英寸），重300—570 g（11—20 oz）。它有一個適中長度的脖子，平坦的前額和後部冠有黑色羽毛。它的喙直而尖，尖端是白色的。兩個亞種在外觀上相似，其中P. a. auritus（歐亞）看起來比P. a. cornutus（北美）顏色更深，北美的背部有淺灰色羽毛，而在P. a. auritus中不明顯或缺失。角鸊鷉常與黑頸鸊鷉混淆，黑頸鸊鷉在大小和顏色上相似，但前額更陡，喙更纖細，尾部羽毛更蓬鬆。
角鸊鷉的繁殖期羽毛有明亮的可豎起的「角」、黑色扇形的臉頰羽毛，整體則呈紅黑色。脖子、側腹、眼前區域和上胸是栗棕色，冠和背是黑色的。腹部是暗灰色的。雄性稍大且顏色較亮，但通常無法區分。
基本（非繁殖期）羽毛總體上是黑白色的。脖子、胸部和臉頰是白色的，而背部和冠是暗黑灰色的。冠和臉頰之間的邊界在眼後延伸為一條直線。非繁殖羽沒有「角」。
幼鳥看起來與非繁殖期成鳥相似，只是白色略微暗淡，背部帶有棕色的色調。臉頰和冠之間的分界線不那麼明顯，喙顏色較淺。雛鳥蓬鬆，背部是暗灰色，腹部是白色，臉和脖子有明顯的黑白條紋。

### 鳴聲
幼鳥發出的乞食叫聲帶有顫音，類似於家養小雞。隨著成長，叫聲變得更像成鳥的嘰嘰喳喳聲。它們典型的招牌叫聲是響亮而鼻音的「aaarrh」，音調下降並以顫音結束。它們在交配、警報和繁殖儀式中使用其他叫聲，這些叫聲與招牌叫聲略有不同。角鸊鷉在繁殖、建立和保護領土時非常嘈雜。它們的叫聲在秋季遷徙和越冬地點較為低調。

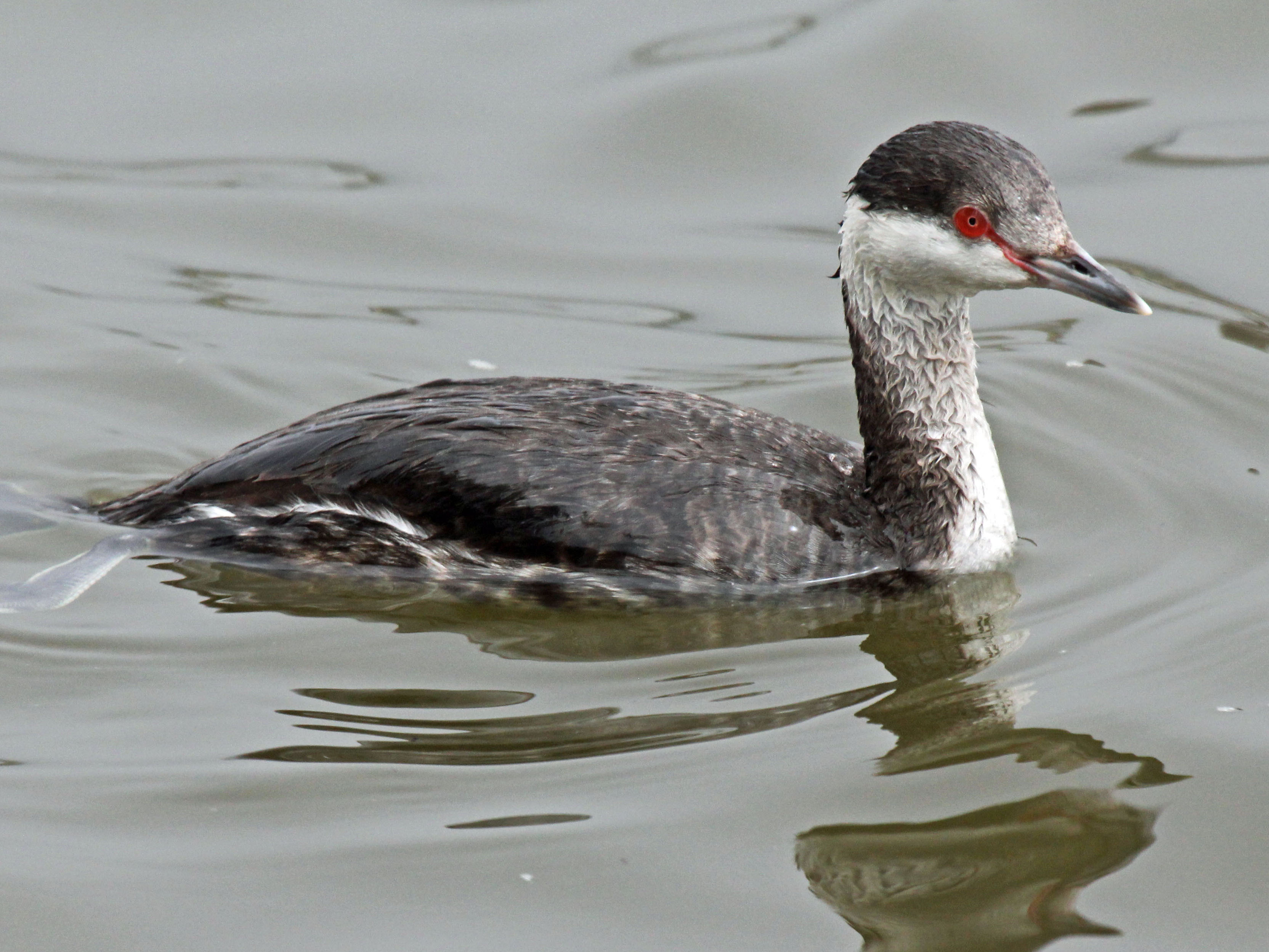
非繁殖羽的角鸊鷉

## 分佈和棲地

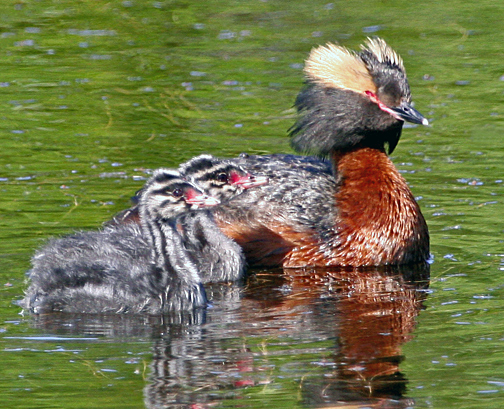
身披繁殖羽的成鳥與雛鳥一起游泳

角鸊鷉分佈於歐亞和北美。在歐亞，它們在格陵蘭（罕見）、冰島、蘇格蘭和挪威的幾個孤立地區繁殖，從瑞典到俄羅斯遠東地區廣泛分佈。在歐洲，它們在冰島、挪威和不列顛群島的沿海地區越冬，向南延伸至地中海、黑海和裡海。在東亞，角鸊鷉在中國、韓國和日本的沿海地區越冬。
在北美洲，其繁殖區分佈限於大陸西北地區，92%位於加拿大。整個北美的繁殖範圍從阿拉斯加中南部到安大略西北部。它們在最北可達育空和努納武特南部，南至從華盛頓州到明尼蘇達州的西北部州份。此外，每年在魁北克的馬德萊娜群島還有一個小型繁殖群體。它們的越冬範圍主要是沿海地區，從阿拉斯加南部到加利福尼亞灣北部。其東部越冬範圍從新斯科舍省南部，到佛羅里達礁島群，有時甚至向西延伸至德克薩斯州。
角鸊鷉主要在溫帶地區繁殖，包括大草原和樹叢草地，但也出現在寒溫帶針葉林和副極地地區。它們在小至中等大小（0.5-10公頃）的淺水池塘、沼澤和湖畔淺水灣繁殖，這些地方有大量的挺水植物。它們喜歡有莎草、燈心草和香蒲以及大面積開放水域的地區。這些棲地為築巢材料、固定、隱蔽和幼鳥保護提供了適宜的場所。
在遷徙期間
，它們會在湖泊、河流和沼澤停留。遷徙後，它們在河口和海灣的海洋環境中越冬，或者在大湖內越冬，儘管在一些地方，例如挪威，大量鳥群聚集在內陸湖泊上。

## 行為

### 食物與攝食

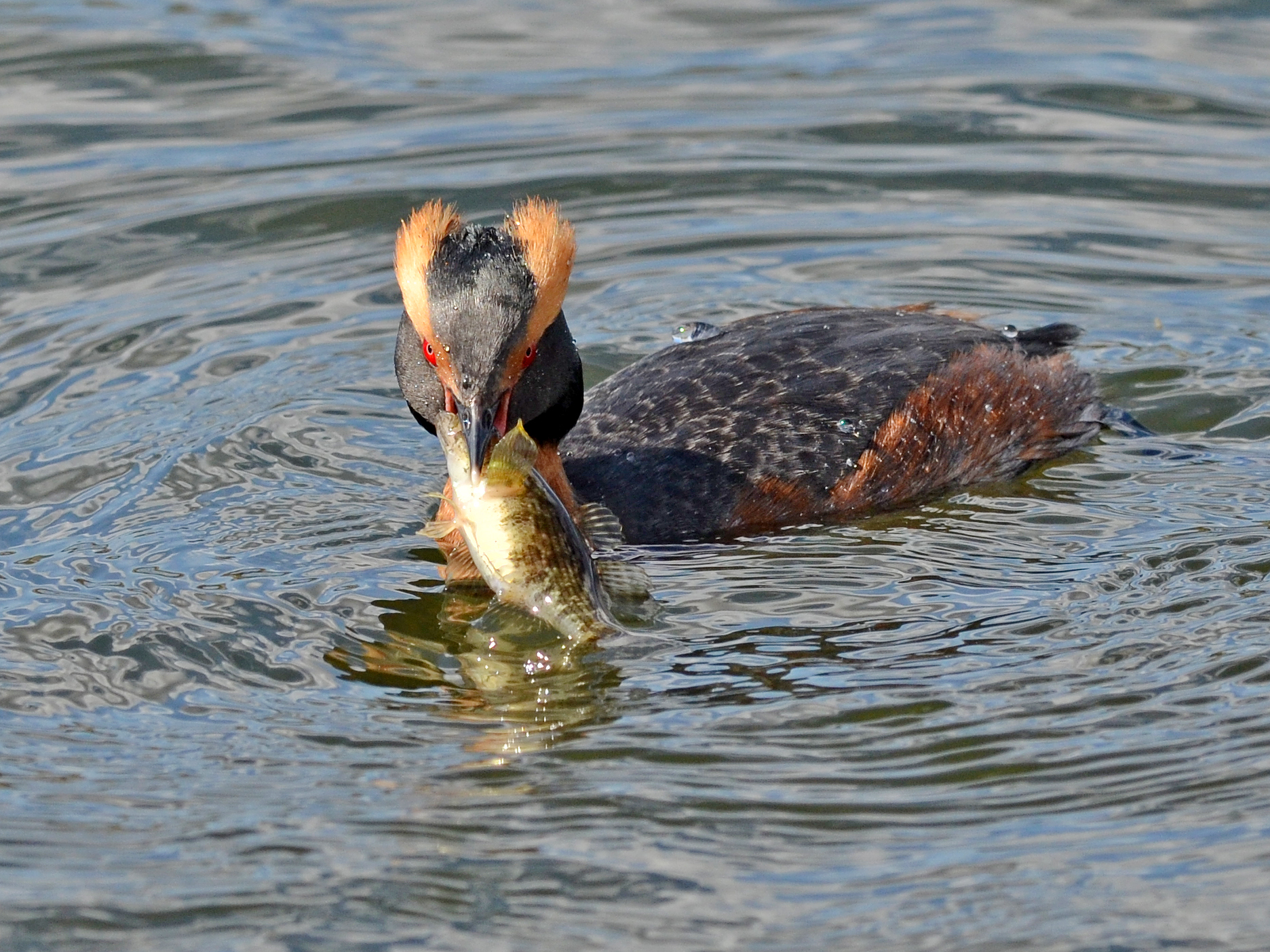
一隻角鸊鷉捕獲一條魚

角鸊鷉潛入水下，利用它們的大腳靈活地捕食水生節肢動物、魚和甲殼類動物。它們也會在水面上捕捉空中的昆蟲。在水下，它們吞食或捕捉大型獵物，然後浮出水面以頭先的方式操作魚。它們通常單獨或成小群捕食，多至五隻個體。在夏季，水生和空中的節肢動物是首選，而冬季選擇偏向魚類和甲殼類動物。
角鸊鷉有一種獨特的演化，能夠吞下整隻魚類。它們從年幼時就開始吃自己的羽毛，使胃內有一個纏結的堵塞物，這個堵塞物起到過濾器的作用，將魚骨保留在消化過程中。

### 繁殖

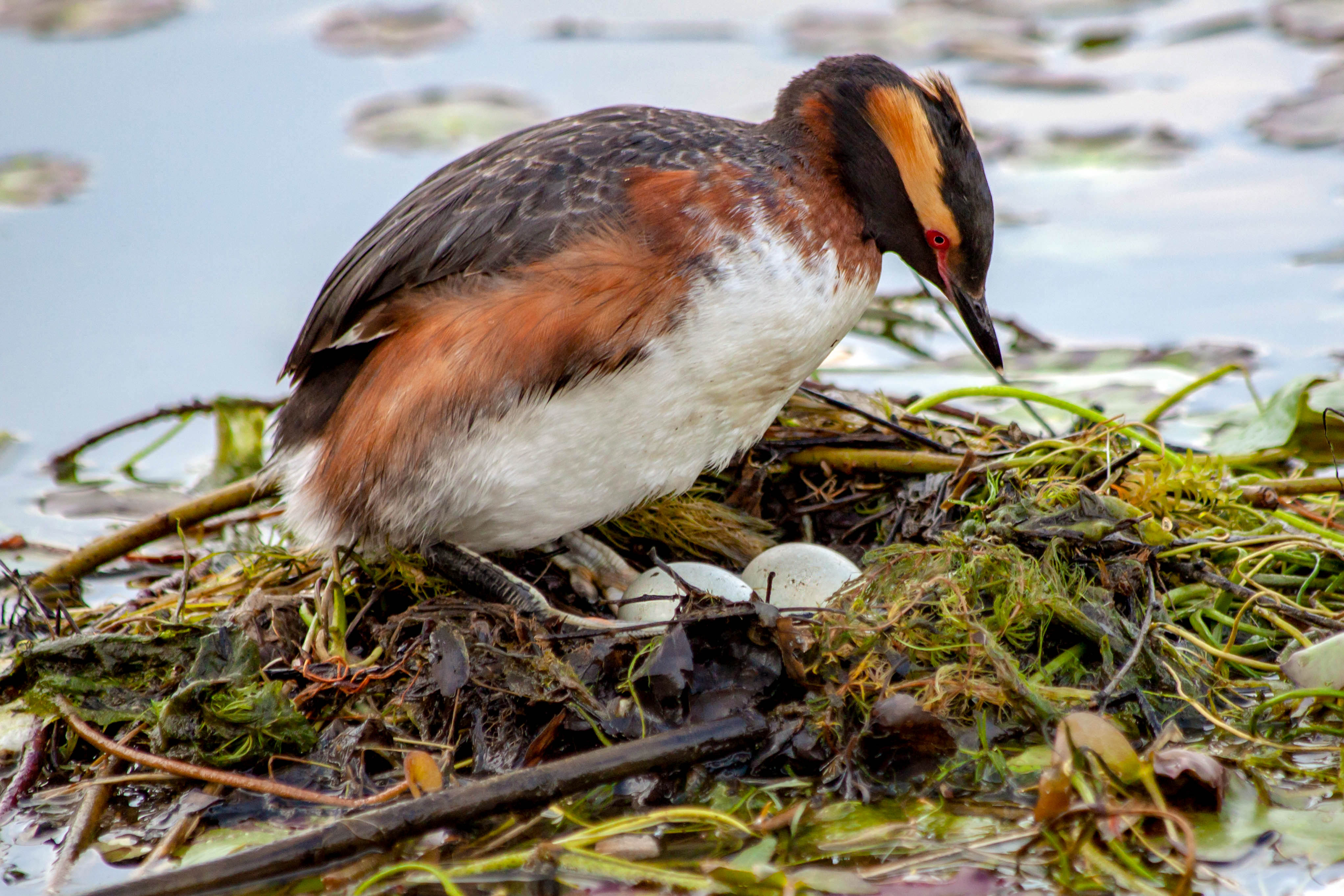
巢中有兩顆蛋的成鳥

角鸊鷉是單配偶制，並通過精心的交配儀式來發展其關係。有四種配對儀式；發現儀式、雜草儀式、搖頭儀式和勝利儀式。發現儀式開始於表演展示，包括直立、豎起「角」和發出其招牌叫聲。然後，雄性和雌性會進行企鵝舞和理羽的互動。這個初步的配對儀式是為了確保正確的物種識別、性別和兼容性。雜草儀式在成功的發現儀式之後進行。雄性和雌性會潛水，撈起雜草並同步上浮。雙方會胸對胸地展示雜草，然後並排游泳。這個雜草儀式可以持續多次，直到雙方都滿意為止。最後，搖頭儀式和勝利儀式主要是在配對成功後進行。一旦進行交配，一般在由這對建造的平台巢上進行。
角鸊鷉通常在春季或初夏成對或單獨到達繁殖地尋找伴侶。一對角鸊鷉可完全單獨築巢，或者組成一個鬆散的聚落，這個聚落通常包含大約20對繁殖對，每對之間有一定的距離。在築巢期間，角鸊鷉以其非常激烈地保護巢而聞名。巢是由植物材料構成，最常附著在挺水植物上，或在陸地或淺水中建造。根據地點不同，卵在4月至9月之間產下，最常見的月份是6月。雌性產下一窩三到八個蛋，這些蛋呈白色、棕色或藍綠色。平均長17.96。雌雄雙方共同分擔孵化工作，持續22至25天。當幼鳥孵化出來時，牠們在頭幾天內就可以游泳和潛水，儘管牠們需要父母保持溫暖達14天。在此期間，幼雛經常被看到騎在游泳的父母的背上，就在翅膀和背部之間。稍後，角鸊鷉將在55-60天內第一次飛行。這個物種在2歲時達到性成熟。

## 保護狀況
北美的總數量估計在200,000到500,000之間，歐亞地區數量約有12,900到18,500隻成體。全球數量在過去三十年中下降了30%，北美下降了79%。主要是由於生態干擾、繁殖地周圍的森林作業、水位波動以及湖泊中放養的虹鱒競爭水生昆蟲。它們也經常被網捕獲，容易受到漏油事故和疾病的影響。1985年至2001年間，草地和濕地排水導致了5%的全球棲地喪失。加拿大西部的種群被列為特別關注對象，馬德萊娜群島的繁殖種群被列為瀕危物種。由於全球數量下降，國際自然保護聯盟於2015年將角鸊鷉的狀態從無危提升為易危物種，促成了保護和研究行動計劃。